# Fraunhofer-Institut für Zuverlässigkeit und Mikrointegration
Das Fraunhofer-Institut für Zuverlässigkeit und Mikrointegration (IZM) ist ein Institut der Fraunhofer-Gesellschaft. Es hat seinen Sitz in Berlin, seine Aktivitäten sind der angewandten Forschung und Entwicklung im Bereich Mikroelektronik zuzuordnen. Der Institutsleiter, Martin Schneider-Ramelow, hat gleichzeitig eine Professur an der Technischen Universität Berlin im Fachgebiet Materials for Hetero Systemintegration inne.
Das Fraunhofer IZM ist Mitglied im Fraunhofer-Verbund Mikroelektronik (VµE) und damit Teil der Forschungsfabrik Mikroelektronik Deutschland (FMD).

## Geschichte
Das Fraunhofer IZM entstand 1993 unter der Leitung von Herbert Reichl aus Arbeitsgruppen des Forschungsschwerpunkts Technologien der Mikroperipherik an der TU Berlin, der Humboldt-Universität sowie einer Arbeitsgruppe des früheren Instituts für Mechanik der Akademie der Wissenschaften.
Nach Erweiterungen in Teltow und Paderborn kamen Institutsteile in München (2000 und 2002) und Chemnitz (1993 Projektgruppe, 1998 Abteilung, 2003 Institutsteil) hinzu. Diese Arbeitsgruppen haben sich unter dem Dach des Fraunhofer IZM so gut entwickelt, dass diese nach und nach in die Eigenständigkeit überführt werden konnten:
- Die Außenstelle des Fraunhofer IZM in Teltow wurde zum 1. Januar 2008 als Fraunhofer-Einrichtung für Polymermaterialien und Composite (PYCO) eigenständig. Das PYCO ist seit dem 1. Januar 2016 ein Forschungsbereich des Fraunhofer-Instituts für angewandte Polymerforschung (IAP)
- Der Institutsteil in Chemnitz wurde gemeinsam mit der Außenstelle Paderborn zum 1. Juli 2008 in die Fraunhofer-Einrichtung für Elektronische Nanosysteme ENAS überführt.
- Der Institutsteil München ist seit dem 1. Juli 2010 selbstständig und entwickelt seitdem als Fraunhofer-Einrichtung für Mikrosysteme und Festkörper-Technologien EMFT "Modulare on Top"-Technologien, Mikro-Fluidik und Polytronische Systeme weiter. 2017 übernahm das Fraunhofer EMFT noch das Schulungs- und Analytikzentrum Oberpfaffenhofen - Zentrum für Verbindungstechnik in der Elektronik (ZVE) vom Fraunhofer IZM

Durch die gute Entwicklung seiner Kerngebiete konnte das Fraunhofer IZM die Abgänge mehr als kompensieren und die Mitarbeiterzahl in den folgenden Jahren weiter steigern.
Im Jahr 2019 ergab sich die Möglichkeit, eine Außenstelle für Hochfrequenz-Sensorsysteme des IZM im Rahmen des Innovationscampus (iCampus) Cottbus zu eröffnen und so die Zusammenarbeit mit der Brandenburgischen Technischen Universität Cottbus-Senftenberg (BTU), dem Institut für innovative Mikroelektronik (IHP) Frankfurt/Oder, dem Ferdinand-Braun-Institut für Höchstfrequenztechnik (FBH) Berlin und dem Fraunhofer-Institut für Photonische Mikrosysteme (IPMS) Dresden auf dem Gebiet der Hochfrequenztechnik weiter zu vertiefen.
Gemeinsam mit Partnerorganisationen aus Maker-, Transition- und Kreislaufwirtschaft-Communities bemühte sich das IZM um die Einbindung Berlins ins globale FabCity-Netzwerk.

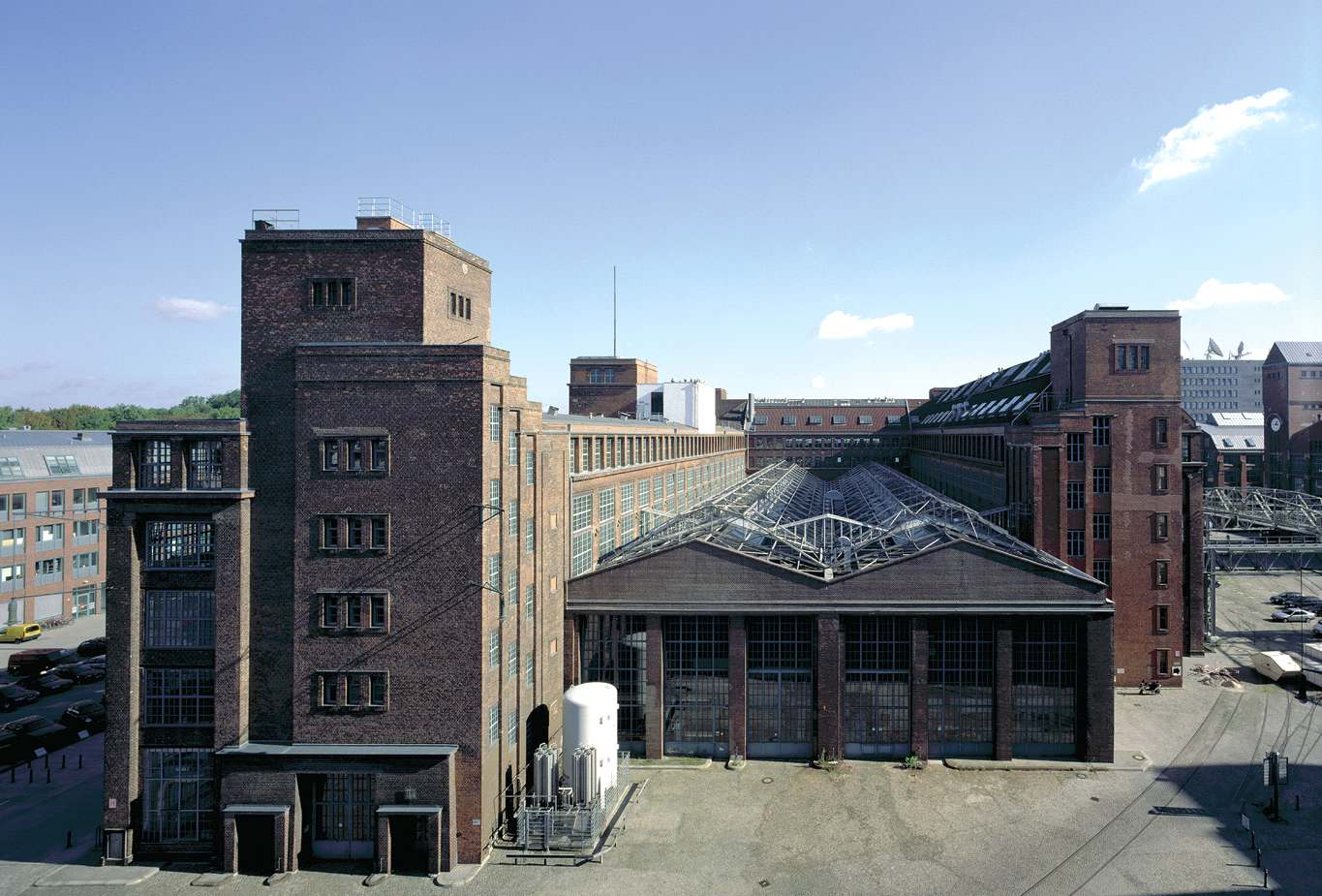
Sitz des Fraunhofer IZM in Berlin (Hauptgebäude und Gebäude am linken Bildrand)

## Standorte
Es gibt die Standorte Berlin, Moritzburg bei Dresden und Cottbus. Der Sitz des Instituts befindet sich auf dem Gelände des ehemaligen AEG-Werks Brunnenstraße in Berlin-Gesundbrunnen.

## Forschungsschwerpunkte

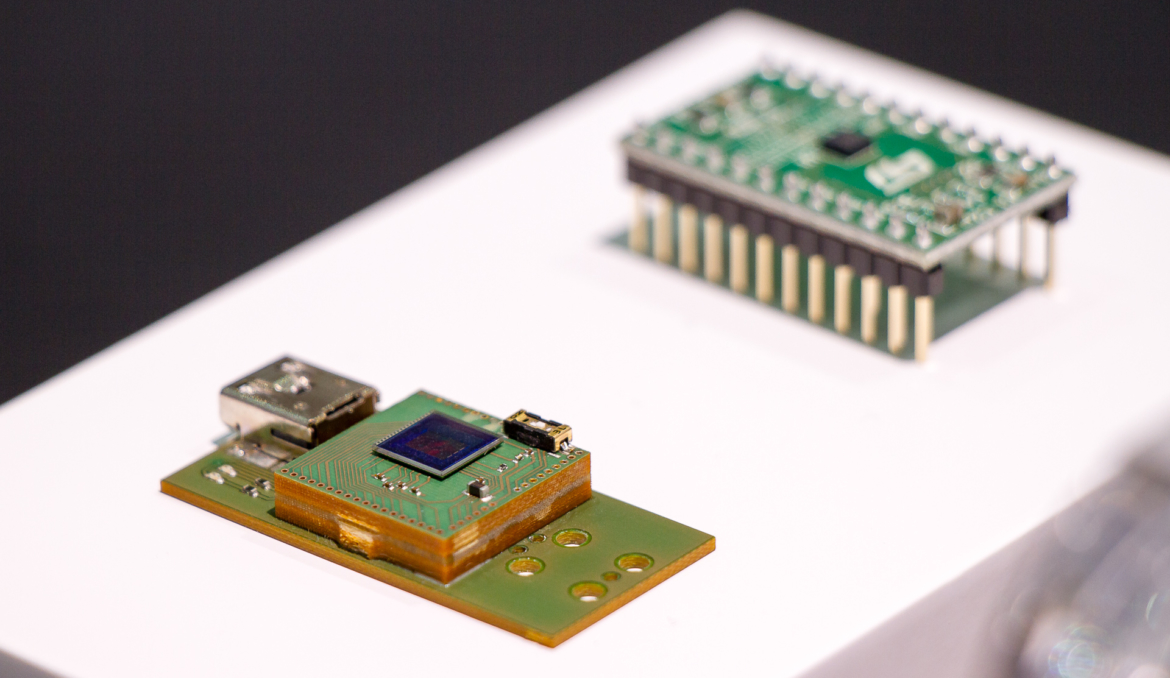
Eine modulare Mikrokamera (im Vordergrund), entwickelt vom Fraunhofer IZM

Das Institut erforscht und entwickelt anwendungsorientierte und technologisch optimierte elektronische Systeme und Mikrosysteme. Grundlage für den Transfer der Forschungsleistungen in industrielle Fertigungsprozesse sind folgende technologieorientierte Forschungsschwerpunkte des Fraunhofer IZM:
- Integration on Wafer Level
  - Die Abteilung „Wafer Level System Integration“ ist spezialisiert auf die Entwicklung und Anwendung von Technologien für die Systemintegration auf Waferebene. Dies beinhaltet sowohl Wafer Level Packaging, Chip Size Packaging, Dünnfilmtechnologien, als auch die 3D-Integration unter Anwendung von Silizium-Durchkontaktierungen (Through Silicon Vias).
- Integration on Substrate Level
  - Das Leistungsspektrum der Abteilung „Systemintegration und Verbindungstechnologien“ reicht von der Beratung über Prozessentwicklungen bis hin zu technologischen Systemlösungen. Dabei stehen die Entwicklung von Prozessen und Materialien für Verbindungstechniken auf Board-, Modul- und Package-Ebene sowie die Integration elektrischer, optischer und leistungselektronischer Komponenten und Systeme im Vordergrund der Arbeiten.
- Materials & Reliability
  - Die Abteilung „Environmental and Reliability Engineering“ unterstützt technische Entwicklungen auf dem Weg zur Marktreife durch Umwelt- und Zuverlässigkeitsuntersuchungen von der Nanocharakterisierung bis zur Bewertung und Optimierung auf Systemebene.
- System Design
  - In der Abteilung „RF & Smart Sensor Systems“ werden, aufbauend auf dem Technologie-Know-how des Fraunhofer IZM, anspruchsvolle Systeme für Kommunikations- (u. a. BTLE, LoRaWAN, 5G, 6G), Radar- (24 GHz, 60, 77–79 GHz, 94 GHz) und Sensoranwendungen (autarke Sensorik für raue Umgebungen) realisiert. Daneben werden Methoden und Werkzeuge für den Entwurf technologisch anspruchsvoller, miniaturisierter elektronischer Systeme entwickelt. Dies erfolgt auf Basis entwicklungsbegleitender Simulationen der unterschiedlichen Phänomene elektrischer, magnetischer und elektromagnetischer, aber auch thermischer und mechanischer Kopplungen.. Auch werden Energieversorgungslösungen durch intelligentes Energiemanagement und energieoptimierte Programmierung, Energy Harvesting und Mikroenergiespeicher realisiert.

Mit diesen vier Technologie-Clustern wird die gesamte Spannbreite abgedeckt, die für die Realisierung zuverlässiger Elektronik und deren Integration in die Anwendung benötigt wird.
Zur besseren Zusammenarbeit mit der Industrie wurden sechs Geschäftsfelder geschaffen:
- Automobil- und Verkehrstechnik
- Medizintechnik
- Photonik
- Industrieelektronik
- Energiewandlung
- Halbleiter & Sensoren

## Fraunhofer IZM Labore
Um Technologien und Anwendungen unter praxisnahen Bedingungen auf Systemzuverlässigkeit und Funktionalität zu testen, stehen folgende Labore zur Verfügung:
- Hochfrequenzlabor (THz-Lab)
- Mikroelektroniklabor (IoT-Lab)
- Elektromagnetische Schirm- und Absorberkammer
- Qualifikations- und Prüfzentrum für elektronische Baugruppen (QPZ)
- Electronics Condition Monitoring Labor (ECM)
- Labor für Lastwechselprüfungen von Leistungshalbleitern (Powerlab)
- Thermal and Environmental Analysis Lab (TEA-Lab)
- Labor für textilintegrierte Elektronik (TexLab)
- Prozesslinie zur Substratfertigung
- Labor zur Moldverkapselung sowie Panel Level Packaging
- Wafer Level Packaging Line Berlin
- 300mm Prozesslinie All Silicon System Integration Dresden - ASSID

## Sonstiges Leistungsspektrum
Das Fraunhofer IZM bietet verschiedene Schulungen an und ist Gastgeber von Veranstaltungen, so zum Beispiel der Lernfabrik Ökodesign zur Einführung in Modelle der Nachhaltigkeit und Kreislaufwirtschaft und die Start-a-Factory zur Vernetzung von hardware-fokussierten Startups.

## Universitäre Kooperationen
Mit der Industrie (Auftragsforschung) und mit Universitäten (Grundlagenforschung) bestehen eine Anzahl von Kooperationen. Zusammenfassend werden hier die wichtigsten Kooperationen aufgeführt:
- Technische Universität Berlin: Zusammenarbeit in Form einer gemeinsamen Nutzung von Geräten, Laboren und Infrastruktur sowie einer Zusammenarbeit bei Forschungsprojekten.
- University of Utah: Entwicklung von biomedizinischen Anwendungen, die z. B. querschnittsgelähmten Patienten durch die Verbindung von Nervenarealen an Mikrosysteme neue Beweglichkeit zu geben.
- Hochschule für Technik und Wirtschaft Berlin: Aufbau einer gemeinsamen Forschungsgruppe zur Entwicklung neuartiger und Miniaturisierung "mikromechanischer, Hochtemperatur- und Gassensoren sowie smarter Sensorsysteme auf Silizium-Basis" (bis 2018).[6][7]
- Technische Universität Dresden: Zusammenarbeit der Abteilung IZM-ASSID mit der TU Dresden und anderen außeruniversitären Forschungseinrichtungen in Dresden im Wissenschaftsverbund DRESDEN-concept.[8] Unter anderem im Bereich der Mikro/Nano-Elektronik.
- Brandenburgische Technischen Universität Cottbus-Senftenberg (BTU): Zusammenarbeit im Rahmen des Innovationscampus (iCampus)[2] in Form von einer Zusammenarbeit bei Forschungsprojekten.

Andere Projekte führten zur Zusammenarbeit mit der LCLS der Stanford University, CERN (ATLAS, Medipix), dem Fermi National Accelerator Laboratory und dem Deutschen Elektronen-Synchrotron, sowie der Universität Heidelberg zur Zuarbeit für das Human Brain Project.

## Infrastruktur
An den zwei Standorten forschen mehr als 260 Wissenschaftler und technische Assistenten, 9 Auszubildende sowie ca. 150 Studenten.
Der Betriebshaushalt lag im Geschäftsjahr 2022 bei 39,6 Millionen Euro, diese kamen zu 75,5 % aus der Auftragsforschung. Die Aufträge aus deutschen und internationalen Industrieunternehmen betrugen dabei 15,2 Millionen Euro, die öffentlich geförderten Projekte mit Unterstützung von Bund, Ländern und EU lagen mit 14,7 Millionen etwas darunter.